# Häutligen
Häutligen – gmina (niem. Einwohnergemeinde) w Szwajcarii, w kantonie Berno, w regionie administracyjnym Bern-Mittelland, w okręgu Bern-Mittelland.
Gmina po raz pierwszy została wspomniana w dokumentach w 1240 roku jako Hutlingen.

## Demografia
W Häutligen mieszka 256 osób. W 2020 roku 2% populacji gminy stanowiły osoby urodzone poza Szwajcarią.
W 2000 roku 99,5% populacji mówiło w języku niemieckim, a 0,5% w języku francuskim.

Zmiany w liczbie ludności są przedstawione na poniższym wykresie: